# 信達谷圭
信達谷 圭（しんだちや けい、1968年2月16日 - ）は、日本の男性実業家、元俳優。本名は同じ。かつてアティックエージェンシーに所属していた。
東京都出身。明星高等学校卒。身長173cm。体重60kg。特技は剣道（四級）。血液型はO型。

## 略歴
- 1989年放送の『春日局』で俳優デビュー。1990年から1991年にかけて放送されたスーパー戦隊シリーズ『地球戦隊ファイブマン』の星川健 / ファイブブルー役を演じ、知名度をあげた。
- 鈴木美潮が主催するイベントに参加しており、2006年2月に本人が主演した青祭において「近年は俳優としての活動はしていない」と答えており、現在は大岡山にあるショットバー『7's BAR』の経営が本業となっている。また、かつてはインド・ネパール料理店『シッタルーダ』と共に、バイク専門店「Dolu-R」の経営も行っていた。2007年5月の「信達谷祭」ではメインで出演した。
- 2007年の東映ヒーローMAX[要文献特定詳細情報]で、藤敏也、成嶋涼と共にインタビューに答えた。
- 2014年9月には、舞台『男ばかりの会話劇「アベンジャーズ Var2014」』にて久し振りの俳優業としてゲスト出演を果たす。
- 2015年3月21日・22日、フィリピンのパサイ市で、JEFusionが主催した「HENSHINCON（変身コン）」というイベントに、『光戦隊マスクマン』の海津亮介と共に、スペシャルゲストとして参加した[2][3]。
- 2016年3月27日、フィリピンのパンパンガ州にて、ガン患者支援チャリティイベント「TOKUSPIRITS」に、『光戦隊マスクマン』の海津亮介、『超電子バイオマン』の牧野美千子、『高速戦隊ターボレンジャー』の佐藤健太と共に参加し、『地球戦隊ファイブマン』のOP・EDテーマを披露した[4]。
- その後、海津亮介とニヤニヤブラザーズを結成[5]。その後、スーパー戦隊シリーズOGである牧野・たなかえり・宮澤寿梨を加えたニヤニヤブラザーズ&シスターズとしてライブ活動を行っている[5]。
- 2017年8月12日・13日、フィリピンのマンダルヨン市にて、ファン交流イベント「Otaku Expo Reload 2017 x TOKUSPIRITS」で、『光戦隊マスクマン』の海津亮介、『超電子バイオマン』の牧野美千子、『高速戦隊ターボレンジャー』の佐藤健太、『鳥人戦隊ジェットマン』の若松俊秀、『五星戦隊ダイレンジャー』の羽村英と共にゲスト演出をして、それぞれのオープニング主題歌を歌唱した[6]。
- 2020年4月からYouTubeチャンネル『Go　Go　SEVENS』信達谷圭公式チャンネルを開設している。
- 2021年11月、新✩(SHINSEI)敏いとうとハッピー＆ブルー（現：新✩ハッピー＆ブルー）のメンバーとしてメジャーデビュー。

## 人物・エピソード
- 『ファイブマン』では星川兄弟の次男を演じたが実際は三男を演じた小林良平（1965年生まれ）より2歳（満年齢としては3歳）年下である。当初は信達谷が三男の文矢 / ブラック役で小林が次男の健 / ブルー役を演じることになっていたが交代された。
- 最初、『ファイブマン』では自分だけが本当の兄弟ではないという設定が終盤明かされることが長石多可男監督から聞かされており、5人メンバーの中でちょっと違うイメージで演じていたら、その設定が劇中で描かれなかったと明かしている[7]。
- 女優の萩原佐代子が料理店『シッタルーダ』に来店したことがあり、交流を深め合っている[8]。
- 『高速戦隊ターボレンジャー』の主人公、炎力 / レッドターボ役を演じた佐藤健太は高校の同級生で、『ファイブマン』のオーディションで東映東京撮影所を訪れた際に『ターボレンジャー』の撮影終盤であった佐藤健太と偶然であっている[9]。佐藤は時間を見つけては『シッタルーダ』や『7's BAR』に来店することがある。
- 子供の頃は『秘密戦隊ゴレンジャー』で新命明 / アオレンジャー役を演じた宮内洋のファンであり『仮面ライダーV3』、『快傑ズバット』も好きだったとのこと。宮内との共演は1995年放送の『超力戦隊オーレンジャー』で実現した。

## 出演

### テレビドラマ
- 恋はいつもアマンドピンク（1988年、テレビ朝日）
- 春日局（1989年1月1日 - 12月17日、NHK） - 細川忠興 役
- 土曜ワイド劇場 / 牟田刑事官事件ファイル 伊豆半島復讐に燃える女たち! スキャンダルの危険な匂い（1989年4月22日、テレビ朝日）
- ゴメンドーかけます（1989年8月3日 - 9月28日、フジテレビ）
- 勝手にしやがれヘイ!ブラザー 第1話（1989年10月13日、日本テレビ）
- 青春家族（1990年4月3日 - 9月30日、NHK）
- スーパー戦隊シリーズ
  - 地球戦隊ファイブマン（1990年3月2日 - 1991年2月8日、テレビ朝日） - 星川健 / ファイブブルー 役
  - 超力戦隊オーレンジャー 第19話「新ロボ赤い衝撃」（1995年7月7日、テレビ朝日系） - 桐野少尉 役
- 刑事貴族
  - 刑事貴族 第31話「刑事たちの忙しい夜」（1991年、日本テレビ）
  - 刑事貴族2 第40話「本城の休息」（1992年、日本テレビ）
- 火曜ミステリー劇場 / 黄金の犬 襲われた美人母娘! 連続殺人の謎を追って、愛犬ゴロ 東日本縦断の旅!（1991年、テレビ朝日）
- 検事・若浦葉子 最終話「娘を捨てた21年間…再会がレイプ現場!?」（1991年2月8日、日本テレビ）
- 映画みたいな恋したい〜摩天楼はバラ色に（1992年、テレビ東京）
- うたう!大龍宮城 第19話「アサリ」（1992年、フジテレビ） - アサリ 役
- さすらい刑事旅情編
  - さすらい刑事旅情編V 第23話「仕組まれた犯罪証明・久留米絣の女」（1992年、テレビ朝日）
  - さすらい刑事旅情編VII 第9話「証言拒否! 痴漢を告発した女」（1994年、テレビ朝日系）
- 真夏の刑事 第17話「自殺志願! 妊娠した女の秘密」（1992年9月6日、テレビ朝日系）
- はぐれ刑事純情派 第10シリーズ 第2話「男が産休…!?迫られた人妻」（1997年、テレビ朝日系）
- 新・半七捕物帳 第16話「冬の金魚」（1997年、NHK総合）- 俳人・其月の弟子
- ウルトラマンガイア 第9話「シーガル飛びたつ」（1998年10月31日、毎日放送（TBS系）） - 安井 役 ※劇中では「西谷」。
- センチネル2（2019年12月26日、千葉テレビ）

### その他のテレビ番組
- 歴史たんけん「鎖国への道」（1995年、NHK教育） - 天草四郎 役

### オリジナルビデオ
- セーラー服仁義 新宿歌舞伎町外伝（1994年、コムストック）

### 舞台
- オズの魔法使い（1989年）
- 沈黙（1993年）
- カプセル兵団 男ばかりの会話劇「アベンジャーズ Var2014」（2014年9月15日）